# Табал
Табал — неохеттське царство на території сучасної Туреччини, що утворилася близько 1178 до н. е. внаслідок занепаду держави Хатті. Тут правила династія Барватаса. Тривалий час боролася проти Ассирії. З 712 року до н. е. час від часу приєднувалося до неї. Остаточно припинило існування близько 640 року до н. е.

## Історія
Після загибелі Хеттського царства близько 1178 року до н. е. на південних землях утворилося безліч дрібних неохеттських держав. Найбільш сильним з них виявилося Бар-Бурруташ (ассирійська назва династії Барватаса), розташоване в горах Тавра на річці Сейхан та верхів'ях річки Філиос (Єнідже-Ірмак) з північним кордон від гори Гьолу-Даг до Кайсері, на захід — до Памфілії. Прийняло назву Табал за найменуванням регіону.
Представники династії підпорядкували собі більшу частину інших сусідніх державних утворень, ставши найпотужнішим царством центральної частини Малої Азії. Царство зберігало провідне становище протягом X ст. до н. е. Ймовірно під тиском племен мушків зазнало суттєвого послаблення.
У 859 році до н. е. очолило коаліцію, сприямовану проти ассирійського царя Шульману-ашареда III. Втім зазнало поразки й вимушено було визнати зверхність Ассирії. Ймовірно після битви при Каркарі 853 року до н. е. Табал знову здобув самостійність. У 839 році до н. е. відбулося нове ассирійське вторгнення. У 837 році до н. е. табальські царі згадуються як васали Шульману-ашареда III.
Близько 800 року до н. е. Табал підпав під вплив держави Урарту. Втім після поразки останнього близько 742 року до н. е. від ассирійців призвело до повернення значного статусу Табала.
У 738 році до н. е. Табал спільно з сирійським царством Хамат очолив нове антиассирійське повстання, проте зазнало поразки від військ ассирійського царя Тіглатпаласара III. У 732 році до н. е. було придушено нове повстання Табала, після цього династія правителів Табалу було повалено. Новим царем став «безродний» (з неправлячого роду) Гуллі.
У 718 році до н. е. Табал в союзі з Кіаккі, царем Шинухту, Пісірі, царем Каркемішу, Мідасом III, царем Фригії, знову виступив проти Ассирії. Втім вірність останньої зберегли інші неохеттські держави. Невдовзі союзники зазнали поразки. Для зміцнення влади над Табалом ассирійський цар Шаррукін II одружив табальского царя Амбара зі своєю донькою. Також він отримав землі царства Хілакку.
У 713 році до н. е. Табал приєднався до антиассирійської коаліції на чолі із Урарту. Внаслідок нової поразки Табал приєднано до Ассирією. Поступово на Табал поширилася назва Хілакку. 705 року до н. е. після смерті Шаррукіна II Табал приєднався до антиассирійського повстання, яке було придушено 703 року до н. е. Табал знову перетворилося на провінцію.
695 року до н. е. ассирійський цар Сін-аххе-еріба придушив повстання на чолі із Кіруа, що 696 року до н. е. поширилося на Хілакку, Табал і частково Ку'е. 681 року до н. е. Табал разом з сусідами за підтримки кімерійців знову повстав. Лише 679 року до н. е. ассирійці після перемоги над кімерійцями у битві біля Кілікійських воріт знову захопили Табал.
Втім вже у 670 році до н. е. тут правив цар Мугаллу. 660 року до н. е. він звертався по допомогу до свого зверхника — царя Ашшурбаніпала по допомогу від кімерійців.

### Царі
- Туваті I (бл. 837 до н. е.)
- Кіккі, син попереднього
- Туваті II(сер. VIII ст. до н. е.)
- Вашу-Шарма (740—730 до н. е.), син попереднього
- Гуллі (730—726 до н. е.)
- Амбар (721—712 до н. е.), син попереднього
- Гіді (бл. 690 до н. е.)
- Ішкаллу (бл. 679 до н. е.)
- Мугаллу (670—651 до н. е.)
- син Мугаллу (бл. 650—640 до н. е.)

## Державний устрій
Володар Табалу на початку існування титулювався як «великий цар Хатті», що підкреслювало його гегемонію в південно-східній Малій Азії.  Цей титул було успадковано від хеттів. Його разом  з табальськими володарями мали лише правителі Каркемишу й Камману. Охоплювало підвладні держави Тувана, Тунна, Сінухту, Гупісна, Істунду. З послабленням влади внаслідок протистояння з Ассирією табал перетворився на одне з середніх царств свого регіону.

## Економіка
Було розвинуто скотарство, ремісництво, добування металів. До Ассирії експортувалися коні і срібло, фінікійські купці вивозили мідні судини і рабів.